# A Scandal in Bohemia (film)
Pour les articles homonymes, voir A Scandal in Bohemia.
Pour plus de détails, voir Fiche technique et Distribution.
A Scandal in Bohemia est un film britannique réalisé par Maurice Elvey, sorti en 1921.

## Fiche technique
- Titre original : A Scandal in Bohemia
- Réalisation : Maurice Elvey
- Scénario : William J. Elliott, d'après la nouvelle Un scandale en Bohême d'Arthur Conan Doyle
- Direction artistique : Walter W. Murton
- Photographie : Germain Burger
- Montage : Leslie Britain
- Société de production : Stoll Picture Productions
- Société de distribution : Stoll Picture Productions
- Pays de production:  Royaume-Uni
- Langue originale : anglais
- Format : noir et blanc — 35 mm — 1,37:1 — Film muet
- Genre : Film policier
- Durée : deux bobines (640 m)
- Date de sortie :
  - Royaume-Uni : avril 1921

## Distribution
- Eille Norwood : Sherlock Holmes
- Hubert Willis : Docteur Watson
- Madame d'Esterre : Mme Hudson
- Joan Beverley : Irene Adler
- Alfred Drayton : le roi de Bohême
- Miles Mander : Godfrey Norton
- Annie Esmond : la servante